# Garudadrihalli, Bangarapet
Garudadrihalli là một làng thuộc tehsil Bangarapet, huyện Kolar, bang Karnataka, Ấn Độ.